# UFC Fight Night: Muñoz vs. Mousasi
UFC Fight Night: Muñoz vs. Mousasi (ou UFC Fight Night 41) é um evento de artes marciais mistas promovido pelo Ultimate Fighting Championship, é esperado para ocorrer em 31 de maio de 2014 no O2 World em Berlim, Alemanha.

## Background
Essa será o primeiro evento da organização a acontecer em Berlim e o terceiro na Alemanha.
O evento foi o primeiro de dois que aconteceu em 31 de maio de 2014, com The Ultimate Fighter Brasil 3 Finale: Miocic vs Maldonado sendo o outro tornando apenas a segunda vez na história do UFC que hospedaram dois eventos em um dia.
O evento principal será a luta de peso médio entre Mark Muñoz e o ex-Campeão Meio Pesado do Strikeforce Gegard Mousasi.
Thiago Tavares era esperado para enfrentar Tom Niinimӓki no evento, porém, uma lesão tirou Tavares da luta e ele foi substituído pelo estreante Niklas Bäckström.
A tela do octágono estava excepcionalmente ausente de logotipos de patrocinadores, devido à tela de eventos de Berlim ter sido enviada sem querer ao evento de São Paulo.

## Bônus da Noite
- Luta da Noite: O prêmio não foi dado a ninguém
- Performance da Noite:  Magnus Cedenblad,  Niklas Bäckström,  C.B. Dollaway e  Gegard Mousasi